# Jostein Flo
Pour les articles homonymes, voir Flo.
Jostein Flo, né le 3 octobre 1964 à Stryn (Norvège), est un footballeur norvégien, qui évoluait au poste d'attaquant à Strømsgodset IF et en équipe de Norvège.
Flo a marqué onze buts lors de ses cinquante-trois sélections avec l'équipe de Norvège entre 1987 et 2000. 
Il est le frère ainé de Tore André Flo et le cousin de Håvard Flo.

## Palmarès

### En équipe nationale
- 53 sélections et 11 buts en équipe de Norvège entre 1987 et 2000
- Participation à la coupe du monde 1994 et à la coupe du monde 1998.